# مرجان‌های سنگی
مرجان‌های سنگی (نام علمی: Scleractinia) نام یک راسته از رده گل‌سان‌زیان است.